# LP1 (album de Navet Confit)
Pour les articles homonymes, voir LP1.
LP1 est le premier album de Navet Confit, paru le 7 mars 2006. Il a fait suite à une série de quatre maxis sortis entre 2004 et 2006.
Il a été nommé comme album de l'année alternatif au Québec en 2006 par l'[ ADISQ].

## Liste des morceaux
| No  | Titre               | Durée |
| --- | ------------------- | ----- |
| 1.  | Sous la table       |       |
| 2.  | Ces choses-là       |       |
| 3.  | Automne             |       |
| 4.  | Dimanche            |       |
| 5.  | Dans les fossés     |       |
| 6.  | Bamboo              |       |
| 7.  | Van                 |       |
| 8.  | Pourquoi tu fleuves |       |
| 9.  | Est-ce que tu dors  |       |
| 10. | Asphalte            |       |
| 11. | 3015                |       |
| 12. | Pour rien           |       |
| 13. | -                   |       |